# Кабезон сірощокий
Кабезон сірощокий (Semnornis ramphastinus) — вид дятлоподібних птахів родини Semnornithidae.

## Поширення
Вид поширений на південному заході Колумбії і на північному заході Еквадору. Мешкає у вологих дощових лісах на західних схилах Анд на висоті 1000—2400 м над рівнем моря.

## Опис
Тіло завдовжки 22 см, крила — 9,7-11 см, хвіст — від 7,2 до 8,3 см, дзьоб — від 2,2 до 2,4 см. Вага — 80-115 г. Верхня частина тіла темно-коричневого забарвлення. Верхівка голови і потилиця чорні. У самців на потилиці чорні подовжені пір'їни контрастують з білою смугою. У самиць подовжені пір'їни відсутні.
Бічні сторони голови, груди і горло блакитно-сірого забарвлення. Крила темні, синювато-сірі і коричневі. Нижня частина тіла жовтувато-сірого забарвлення з червонуватим відтінком на грудях і череві. Короткий хвіст сіро-блакитний. Гузно жовтуватого кольору. Дзьоб світло-жовтий з темною вершиною. Ноги зелені, очі червоно-коричневі.

## Спосіб життя
Птах живе у хмарних лісах. Живиться плодами дерев та епіфітів. Птахи гніздяться групами. Висиджують кладку і піклуються про виводок не тільки батьки, а й попереднє потомство. Гнізда і місця для ночівлі розташовуються в дуплах дерев. Інкубаційний період триває 15 днів, а через 45 днів пташенята стають самостійними.